# Lepidochrysops budama
Lepidochrysops budama is een vlinder uit de familie van de Lycaenidae. De wetenschappelijke naam van de soort is voor het eerst geldig gepubliceerd in 1957 door Van Someren.